# Ronnbergia
Ronnbergia es un género de plantas con flores perteneciente a la familia Bromeliaceae, subfamilia Bromelioideae. Nativo de Suramérica.   Comprende 15 especies descritas y de estas, solo 12 aceptadas.

## Descripción
Son plantas de hábitos terrestres o epífitas, acaules. Hojas arrosetadas, enteras a serradas. Escapo alargado, evidente, terminal; brácteas subimbricadas a imbricadas. Inflorescencia simple, erecta, las flores polísticas. Flores bisexuales, sésiles; sépalos marcadamente asimétricos, connatos basalmente para formar un hipanto, erectas a patentes en la antesis; pétalos libres; estambres incluidos, libres o la segunda serie parcialmente adnata a los pétalos; ovario ínfero. Fruto una baya, púrpura oscuro a negra en la madurez; semillas sin apéndices.

## Taxonomía
El género fue descrito por E.Morren & André y publicado en L'illustration horticole 21: 120. 1874. La especie tipo es: Ronnbergia morreniana Linden & André 
Etimología
Ronnbergia: nombre genérico otorgado en honor de Auguste Ronnberg, Director de Agriculture and Horticulture en 1874.

## Especies aceptadas
A continuación se brinda un listado de las especies del género Ronnbergia aceptadas hasta octubre de 2013, ordenadas alfabéticamente. Para cada una se indica el nombre binomial seguido del autor, abreviado según las convenciones y usos.
- Ronnbergia brasiliensis E. Pereira & I.A. Penna
- Ronnbergia campanulata Gilmartin & H. Luther
- Ronnbergia carvalhoi Martinelli & Leme
- Ronnbergia columbiana E. Morren
- Ronnbergia deleonii L.B. Smith
- Ronnbergia explodens L.B. Smith
- Ronnbergia hathewayi L.B. Smith
- Ronnbergia killipiana L.B. Smith
- Ronnbergia maidifolia Mez
- Ronnbergia morreniana Linden & André
- Ronnbergia neoregelioides Leme
- Ronnbergia nidularioides H. Luther
- Ronnbergia petersii L.B. Smith
- Ronnbergia silvana Leme